# 长柄石笔木
长柄石笔木（学名：Tutcheria greeniae）为山茶科石笔木属下的一个种。

## 扩展阅读
- 維基物種上的相關：长柄石笔木